# Плазменная частота
Пла́зменная частота́ — частота собственных продольных колебаний пространственного заряда (ленгмюровских колебаний) в однородной плазме в отсутствие магнитного поля. В пренебрежении движением ионов плазменная частота электронного газа равна (в системе СГС)
{\displaystyle \omega _{pe}={\sqrt {4\pi n_{e}e^{2} \over m_{e}}}=5.6415\times 10^{4}{\sqrt {n_{e}}}{\frac {\text{рад}}{\text{с}}},\qquad f_{pe}={\frac {\omega _{pe}}{2\pi }}=0.90\times 10^{4}{\sqrt {n_{e}}}\;{\text{Гц,}}}
где {\displaystyle e} — заряд электрона, {\displaystyle m_{e}} — его масса, {\displaystyle n_{e}} — концентрация электронов.